# Heilig-Kreuz-Kirche (Krakau)
Die Heilig-Kreuz-Kirche (polnisch Kościół Świętego Krzyża) in Krakau ist eine katholische Kirche am pl. św Ducha 2 im nördlichen Teil der Krakauer Altstadt. Sie wurde 1244 den Hospitaliter vom Heiligen Geist übergeben.

## Geschichte

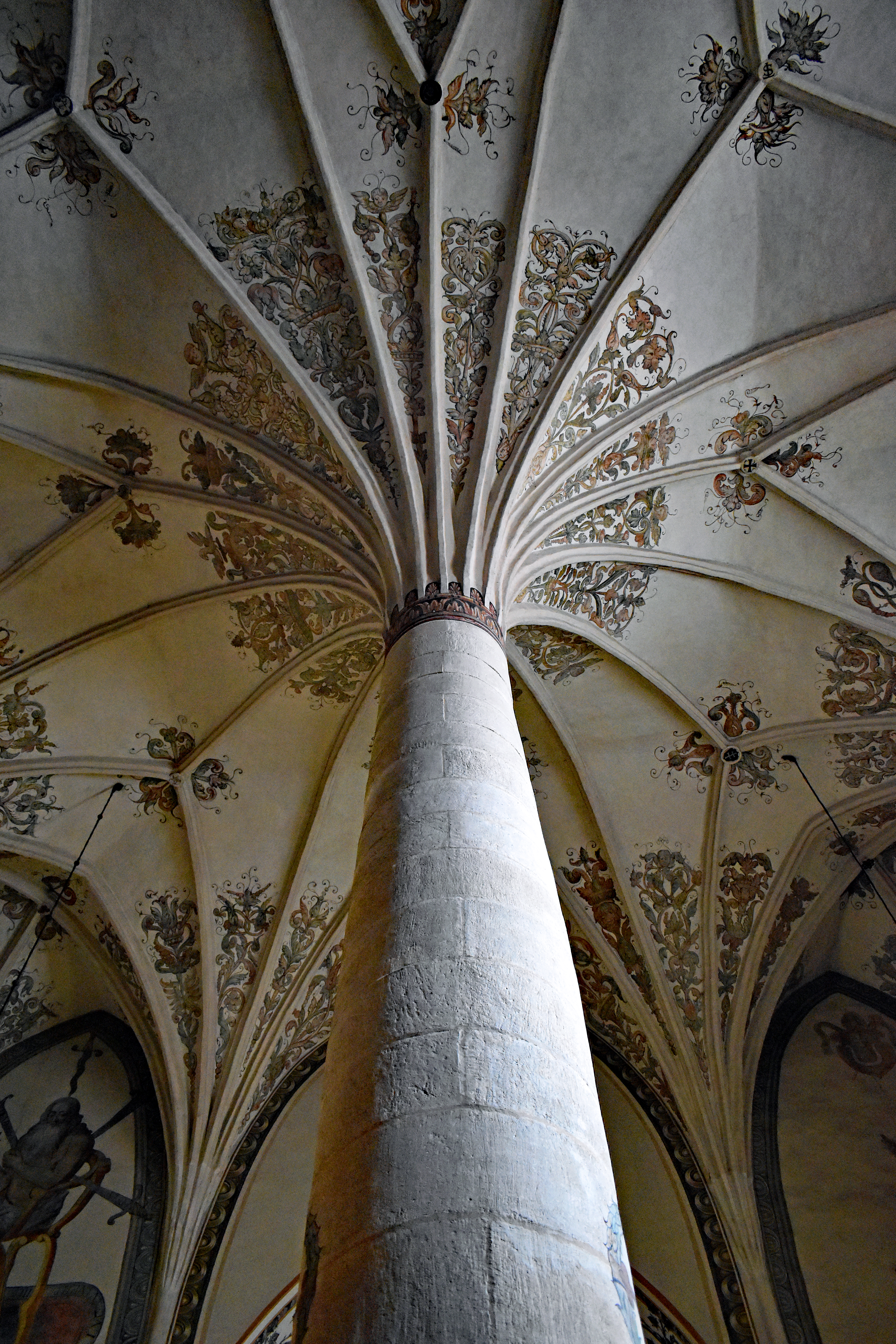
Palmgewölbe

Die Kirche wurde vor 1200 von dem Bischof Fulko (Bischof ab 1185) eingeweiht. Die Kirche wurde 1244 vom Bischof Jan Prandota dem Orden der Hospitaliter vom Heiligen Geist übergeben und im Stil der Backsteingotik ausgebaut. Gleichzeitig errichteten die Hospitaliter ein Spital und eine Pfarrei. Neben der Kirche stand bis zum 19. Jahrhundert die ebenfalls gotische Heilig-Geist-Kirche. Die Heilig-Geist-Kirche und das Spitalgebäude sind nicht mehr erhalten. Die frühgotische Pfarrkirche besteht noch und gilt als eines der ältesten erhaltenen gotischen Bauwerke in Krakau.

## Kunstwerke
Das Kircheninnere stützt sich auf eine einzige gotische Palmsäule. Die Wände werden von spätgotischen Fresken geschmückt. Das Innere der Kirche wurde 1683–1684 im Stil des Hochbarocks barockisiert.